# Municipio de Grant (condado de Nodaway)
El municipio de Grant (en inglés: Grant Township) es un municipio ubicado en el condado de Nodaway en el estado estadounidense de Misuri. En el año 2010 tenía una población de 560 habitantes y una densidad poblacional de 4,65 personas por km².

## Geografía
El municipio de Grant se encuentra ubicado en las coordenadas 40°11′33″N 94°47′27″O / 40.19250, -94.79083. Según la Oficina del Censo de los Estados Unidos, el municipio tiene una superficie total de 120.35 km², de la cual 120,28 km² corresponden a tierra firme y (0,05 %) 0,06 km² es agua.

## Demografía
Según el censo de 2010, había 560 personas residiendo en el municipio de Grant. La densidad de población era de 4,65 hab./km². De los 560 habitantes, el municipio de Grant estaba compuesto por el 98,04 % blancos, el 0,36 % eran afroamericanos, el 1,43 % eran asiáticos y el 0,18 % eran de una mezcla de razas. Del total de la población el 0,89 % eran hispanos o latinos de cualquier raza.